# Dosislimiet
Dosislimieten zijn wettelijke en biologische limieten voor de bestraling van de mens met ioniserende straling. Een dosislimiet wordt uitgedrukt in sievert (Sv). Deze normen opgesteld voor de straling die mensen extra mogen ontvangen boven de achtergrondstraling. 
De belangrijkste opdeling is die tussen beroepshalve blootgestelde personen, zoals mensen die werken in een kerncentrale of met radio-actieve isotopen omgaan, en het algemene publiek. 

## Wetgeving
Beroepshalve blootgestelde personen mogen in België maximaal 20 mSv (millisievert) per rollend jaar oplopen. Bij minderjarigen is dit beperkt tot 6 mSv. Het publiek mag maximaal 1 mSv per jaar oplopen, en ongeboren kinderen maximaal 1mSv over de zwangerschap. 
Dit is de Belgische wetgeving zoals opgelegd door het Federaal Agentschap voor Nucleaire Controle (FANC). Op de Belgische kerncentrales van Electrabel geldt een strengere dosislimiet van 10 mSv per jaar voor interne en externe werknemers, en een nultoleratie tijdens de zwangerschap. Deze dosislimiet wordt gecontroleerd bij het betreden van de centrale. 
Bovenstaande wetgeving geldt in normale omstandigheden zoals bij normale uitbating van een kerncentrale. In noodsituaties, bij een reddingsinterventie of bij een interventie ter bescherming van belangrijke materiële belangen, gelden hogere dosislimieten tot 500 mSv.
De dosislimieten in Nederland zijn vergelijkbaar met die in België.

## Opvolging
Mensen die beroepshalve met radioactiviteit in aanraking komen, dragen dosimeters en filmbadges op hun kleding waarmee achteraf de hoeveelheid en de soort van de ontvangen straling bepaald kan worden. Hiermee wordt een persoonlijk dossier opgebouwd dat de dosislimieten nagaat. Daarnaast zijn zesmaandelijkse medische controles verplicht. 
Bij activiteiten met een stralingsrisico moeten de voor- en nadelen tegen elkaar worden afgewogen. Hierbij speelt het ALARA-principe een rol: de persoonlijke bestraling moet zo laag als redelijkerwijze haalbaar is worden gehouden.